# Sphaeriodesmus salto
Sphaeriodesmus salto är en mångfotingart som beskrevs av Shear 1974. Sphaeriodesmus salto ingår i släktet Sphaeriodesmus och familjen Sphaeriodesmidae. Inga underarter finns listade i Catalogue of Life.